# История сельского хозяйства

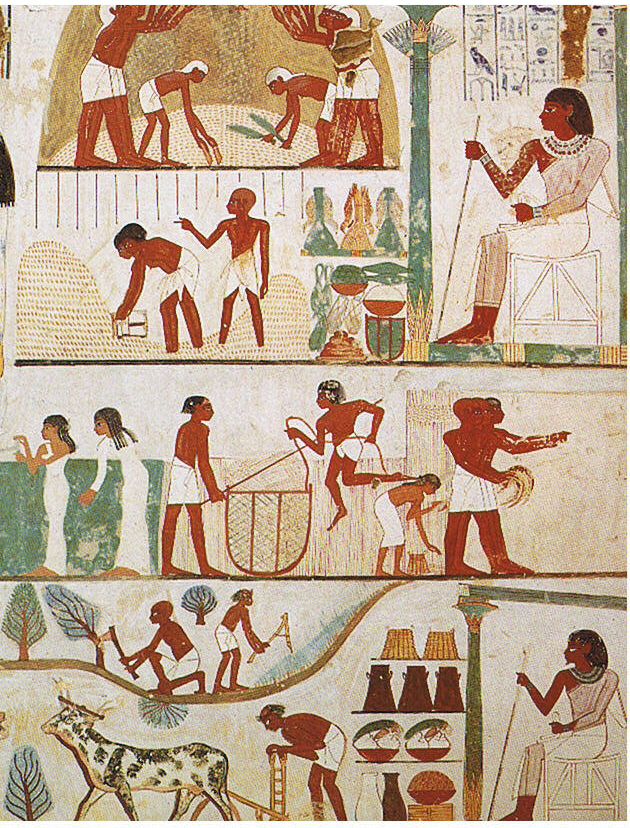
Сельскохозяйственные занятия древних египтян (сцена, изображённая на стене гробницы)

Се́льское хозя́йство — отрасль экономики, направленная на обеспечение населения продовольствием (пищей, едой) и получение сырья для ряда отраслей промышленности.

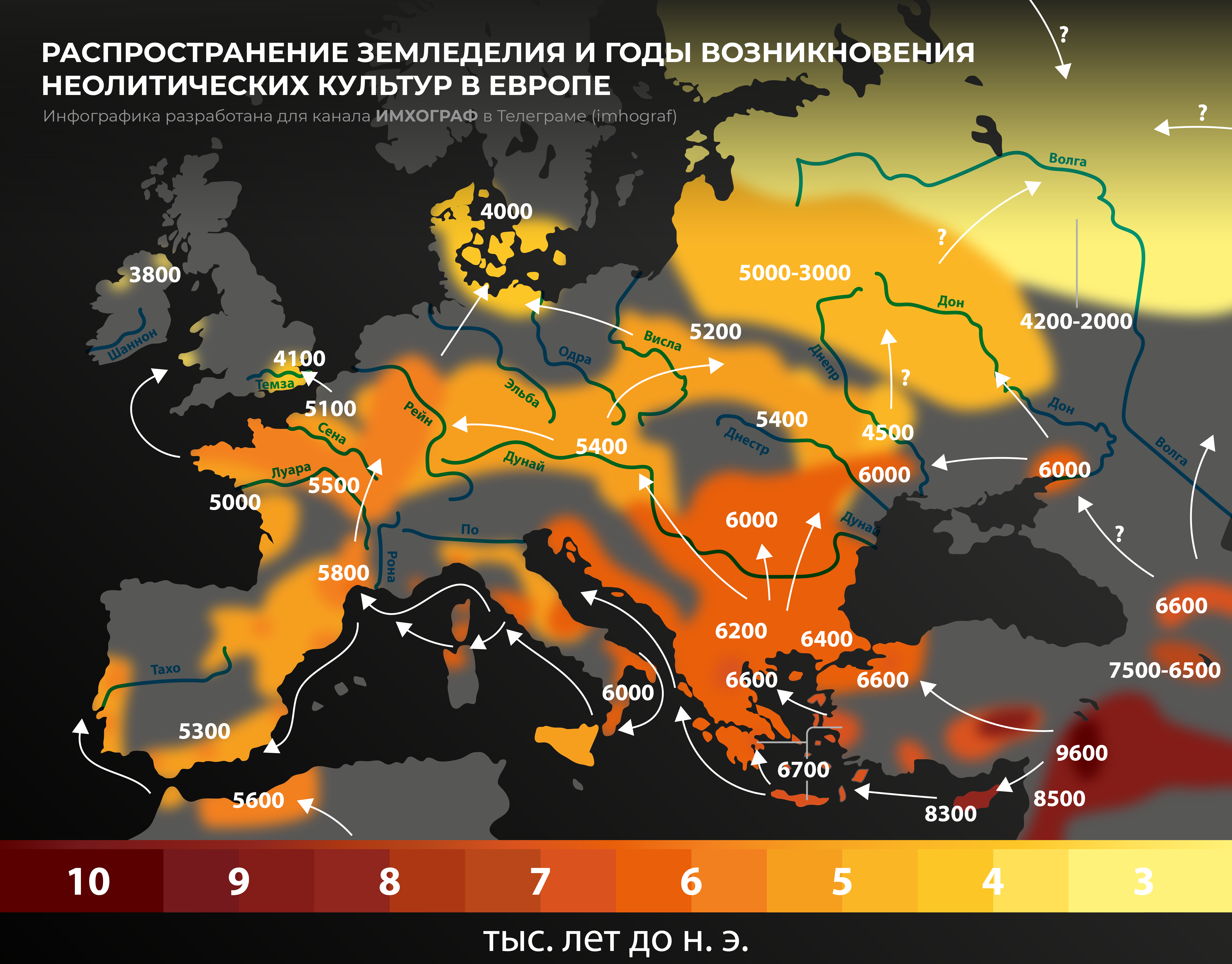
Распространение земледелия из Плодородного полумесяца по территории Европы с датами

## Неолитическая революция
Неолити́ческая револю́ция, переход человеческих общин от примитивной экономики охотников и собирателей к сельскому хозяйству, основанному на земледелии и животноводстве, трактуется учёными (академик Г. Б. Поляк, профессор А. Н. Маркова) как переход от присваивающей к производящей экономике. По данным археологии, одомашнивание животных и растений происходило в разное время независимо в 7-8 регионах. Самым ранним центром неолитической революции считается Ближний Восток, где одомашнивание началось не позднее, чем 10 тыс. лет назад. В центральных областях Мир-Системы превращение или замещение охотничье-собирательских обществ аграрными датируется широким временным диапазоном от Х до III тысячелетия до н. э., в большинстве периферийных областей переход к производящему хозяйству завершился значительно позднее.
Существует несколько конкурирующих теорий о причинах появления земледелия. Наиболее распространенными считаются следующие.
- Теория «оазисов», приверженцем которой был сам Гордон Чайлд[2]. Она привязывает экономические перемены к изменениям климата в конце ледникового периода.
- Теория «холмистых склонов». Предполагает, что одомашнивание началось на холмистых склонах гор Тавра (территория современной Турции) и Загроса (территория современного Ирана), где климат не был засушливым, и сохранилось разнообразие диких животных и растений[3].
- Теория «фиесты»[4] допускает, что в рамках местной культуры имела место демонстрация своей власти и могущества.
- «Демографическая теория», предложенная Карлом Зауэром[5][6],  предполагает, что увеличение численности населения было не следствием, а причиной перехода к земледелию.
- Теория «целенаправленной эволюции»[7] рассматривает одомашнивание растений как результат взаимного приспособления людей и растений.
- Ещё один вариант увязывания экономического прогресса с изменениями климата состоит в предположении, что появление земледелия стало возможным в связи с наступлением длительного периода стабильного и предсказуемого климата[8].
- Гипотеза религиозной революции. Заключается в том, что причиной, побудившей людей к оседлому образу жизни, явилась новая религиозная идея, согласно которой возникла необходимость сохранять связь с умершими предками.

## Древнейшие центры
Сельское хозяйство претерпело значительные изменения со времен раннего земледелия. В Передней Азии, Египте, Индии началось первое планомерное выращивание и сбор растений, которые ранее собирались в диком виде. Первые злаки были окультурены в районе Плодородного полумесяца — пшеница (точнее, полба: однозернянка и двузернянка), потом ячмень и рожь. С Ближнего Востока эти культуры распространились на север Африки, на юго-восток Европы, в Персию и далее в Индию.
Несколько позднее независимое «открытие» сельского хозяйства произошло в долинах китайских рек Янцзы и Хуанхэ, в африканском Сахеле, Новой Гвинее, Месоамерике. В Китае за 7000 тысяч лет до н. э. выращивались рис и просо; позднее была одомашнена соя. Ещё через две тысячи лет началось выращивание местных зерновых культур в Сахеле (африканский рис, сорго). В Новой Гвинее и Эфиопии также были одомашнены некоторые уникальные для этих регионов растения.
Первые свидетельства возделывания пшеницы и бобовых в долине Инда относятся к 6-му тыс. до н. э.
За 4 тысячи лет до н. э. предки носителей индской цивилизации знали такие растения, как пшеница, горох, кунжут, ячмень, финики, апельсин и манго. Ещё через 500 лет в долине Инда началось возделывание хлопка.
Американские индейцы 4 или 5 тысяч лет тому назад одомашнили кукурузу, томаты, тыкву, картофель и подсолнухи. Принято различать три основных центра одомашнивания — южноамериканский (северо-запад континента), центральноамериканский (срединная часть Мексики) и североамериканский (долина реки Миссисипи). К началу нашей эры в Америке имелись большие города с зернохранилищами. Базовыми сельскохозяйственными культурами являлись кукуруза, тыква и фасоль (система «трёх сестёр»).

## Интенсификация сельского хозяйства

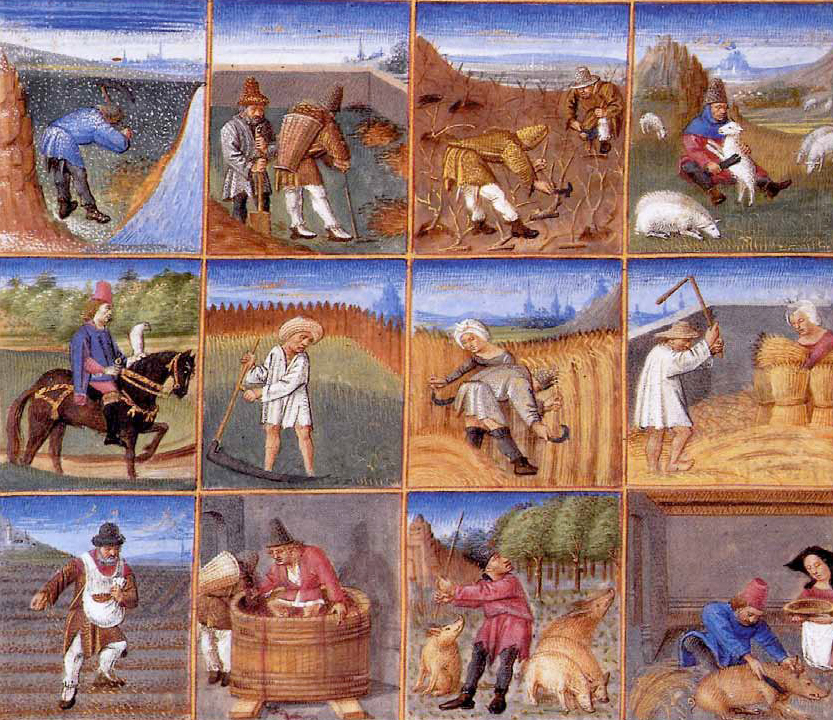
Сельскохозяйственный календарь из рукописи Петруса Кресценция

Если под сельским хозяйством понимать масштабное интенсивное возделывания земли, монокультуры, организованное орошение и использование специализированного труда, звание «изобретателей сельского хозяйства» можно присвоить шумерам, начиная 5500-м годом до нашей эры. Интенсивное сельское хозяйство позволяет содержать гораздо большую плотность населения, чем при использовании методов охоты и собирательства, а также дает возможность для накопления избыточного продукта для межсезонья, использования, или продажи/обмена. Возможность фермеров, способных прокормить большое число людей, деятельность которых не имеют ничего общего с сельским хозяйством, стало решающим фактором в появлении постоянных армий.

## Наследие Арабского халифата
В эпоху Исламского золотого века с VIII по XIII в. н. э. произошла «исламская аграрная революция» — крупные преобразования в сельском хозяйстве Арабского халифата и связанный с этим прогресс в науках о земле, естественных науках и экономике. В результате установления Арабского халифата на обширной территории с запада Европы и до Центральной Азии возникла глобальная экономика, что позволило арабским и другим мусульманским торговцам вести широкий торговый обмен, распространить по всей территории Халифата и за его пределы множество сельскохозяйственных культур и технологий ведения сельского хозяйства, а также адаптировать эти культуры и методы за пределами Халифата. Помимо сельскохозяйственных культур арабского мира, широкое распространение за пределами своей родины получили сорго (Африка), цитрусовые (Китай), различные культуры Индии (манго, рис, хлопок, сахарный тростник). Ряд исследователей называют этот период «глобализацией сельскохозяйственных культур». Появление новых культур, рост механизации сельского хозяйства привели к большим сдвигам в экономике, распределении населения, типам посевов, с/х производстве, доходах населения, урбанизации, распределении рабочей силы, инфраструктуры, кухни народов мира и одежды.

## Новое время
С 1492 году в мире начинается «межконтинентальный» обмен растений и животных, известный как Колумбов обмен. Сельскохозяйственные культуры и животные, которые ранее были известны только в Старом свете, теперь были привнесены в Новый свет, и наоборот. В частности, помидор стал фаворитом в европейской кухне. Кукуруза и картофель также стали известны широким массам.
Британская сельскохозяйственная революция — развитие сельского хозяйства в Великобритании между XV и концом XIX веков. В этот период можно наблюдать доселе невиданный рост производительности и размеров урожаев, прекративших циклы недостатков еды. БСР происходила в течение многих веков (скорее эволюция, нежели революция) и была предтечей или происходила в одно и тоже время с подобными изменениями в Европе и колониях. Ключевым для БСР являлась разработка различных сельскохозяйственных технологий, направленных на предотвращение потери питательных веществ из земли во время земледелия. В то же время были выведены более плодоносные сорта растений которые могли приносить больший урожай на акр. Фермеры, используя новейшие орудия труда, могли производить больший урожай с меньшим количеством помощников. БСР ускорила обороты по мере того как промышленная революция и успехи в химии создали благосостояние, научные познания и технологию для более организованного развития новых удобрений и новую, более продуктивную сельхозтехнику.

## Новейшее время
С быстрым ростом механизации в конце XIX и XX веков тракторы и, позже, комбайны позволили производить сельскохозяйственные работы с ранее невозможной скоростью и в огромных масштабах.
Зелёная революция — комплекс изменений в сельском хозяйстве развивающихся стран, имевших место в 1940-х — 1970-х годах и приведших к значительному увеличению мировой сельскохозяйственной продукции. Включал в себя активное выведение более продуктивных сортов растений, расширение ирригации, применения удобрений, пестицидов, современной техники. Начало Зелёной революции было положено в Мексике в 1943 году сельскохозяйственной программой мексиканского правительства и Фонда Рокфеллера. Крупнейших успехов по этой программе достиг Норман Борлоуг, выведший множество высокоэффективных сортов пшеницы, в том числе с коротким стеблем, устойчивую к полеганию. К 1951—1956 Мексика полностью обеспечила себя зерном и начала его экспорт, за 15 лет урожайность зерновых в стране выросла в 3 раза. Разработки Борлоуга были использованы в селекционной работе в Колумбии, Индии, Пакистане, в 1970 году Борлоуг получил Нобелевскую премию мира.
Органическое сельское хозяйство — форма ведения сельского хозяйства, в рамках которой происходит сознательная минимизация использования синтетических удобрений, пестицидов, регуляторов роста растений, кормовых добавок, генетически модифицированных организмов. Напротив, для увеличения урожайности, обеспечения культурных растений элементами минерального питания, борьбы с вредителями и сорняками активнее применяется эффект севооборотов, органических удобрений (навоз, компосты, пожнивные остатки, сидераты и др.), различных методов обработки почвы и т. п. К 2007 на Земле примерно 30,5 млн га используются в соответствии с принципами органического сельского хозяйства.